# قیقناق
قیقناق یکی از شیرینی‌های محلی در استان مازندران و  استان گیلان است. مواد این شیرینی را آرد گندم، جوش شیرین، تخم مرغ، شکر،  مغز هل کوبیده، دارچین و زعفران  تشکیل می‌دهد. در گیلان قدیم رسم بوده است که شبی که عروس را به منزل داماد می‌بردند، صبح فردا از منزل عروس با تشریفات خاصی یک مجمعه لب خیاری که محتوی یک دیس بزرگ قیقناق و یک قواره پارچه به‌علاوه یک پیراهن و کراوات و دکمهٔ سردست و یک قوطی سیگار طلا بود، به عنوان هدیه به منزل داماد می‌فرستادند. این تشریفات را «قیقناق اسباب» می‌گفتند. قیقناق عروسی را معمولاً در یک طشت بزرگ تهیه می‌دیدند و زیر و روی طشت را آتش می‌کردند و طبخ می‌نمودند. بعد آن را به شکل لوزی می‌بریدند و شکر می‌پاشیدند و در دیس‌ها می‌چیدند.